# Johannes-Peter Timm

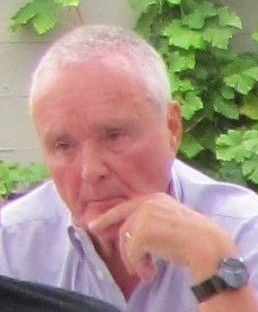
Johannes-Peter Timm (2019)

Johannes-Peter Timm (* 7. November 1942 in Baden-Baden), Alternativname: Hannespeter Timm, ist ein deutscher Sprachwissenschaftler (Anglistik) und Fachdidaktiker für moderne Fremdsprachen, insbesondere Englisch. Bis zu seiner Emeritierung im Herbst 2000 war er Professor für Angewandte Linguistik und Fremdsprachendidaktik an der Pädagogischen Hochschule Heidelberg.

## Leben
Timm wuchs in Villingen im Schwarzwald auf, wo er das Gymnasium (später: Gymnasium am Romäusring) besuchte. Nach dem Abitur 1962 studierte er Anglistik (bei Herbert Pilch u. a.), Romanistik (bei Hugo Friedrich, Helmut Lüdtke und Olaf Deutschmann), Philosophie und Pädagogik (bei Eugen Fink) an der Albert-Ludwigs-Universität in Freiburg im Breisgau und der University of Bristol in Bristol (England). 1967 bzw. 1969 legte er das 1. und 2. Staatsexamen für das Lehramt an Gymnasien ab und war von 1969 bis 1970 Hochschulassistent für Englisch und Französisch an der Pädagogischen Hochschule Lörrach. 1979 promovierte er an der Universität-Gesamthochschule Essen bei Werner Hüllen mit den Fächern Anglistik, Romanistik und Pädagogik zum Dr. phil. Schon 1970 wurde er als Dozent für Englisch an die Pädagogische Hochschule Heidelberg berufen. Von 1971 bis 1974 leitete er die Fachbereichskommission Englisch der Integrierten Gesamtschule Mannheim-Herzogenried. 1974 erfolgte die Ernennung zum Professor für Sprachwissenschaft, Angewandte Sprachwissenschaft und Fremdsprachendidaktik. 1979 bis 1981 war er Stellvertretender Leiter, 1981 bis 1985 Leiter des Fachbereichs II der Pädagogischen Hochschule Heidelberg. Von 1985 bis 1986 unterrichtete er für ein Forschungs- und Fortbildungsjahr an der Realschule Neckargemünd. Von 1985 bis 1999 war er Mitglied der Frühjahrskonferenz zur Erforschung des Fremdsprachenunterrichts, 1989 Mitbegründer der hieraus hervorgegangenen Deutschen Gesellschaft für Fremdsprachenforschung (DGFF). In diesem Kontext erarbeitete er zusammen mit Helmut Johannes Vollmer eine systematische Konzeption der Fremdsprachenforschung als Oberbegriff für die Disziplinen der Fremdsprachendidaktik, Sprachlehrforschung und Zweitsprachenerwerbsforschung. Seit Herbst 2000 ist Timm im Ruhestand. Er lebt in Regensburg.

## Forschungsschwerpunkte
In seinen Veröffentlichungen bewegte sich Timm von einer formalen zu einer sprachverwendungsorientierten Linguistik und von einer schulbezogenen Angewandten Linguistik zu einer Fremdsprachendidaktik, die ihr Hauptaugenmerk nicht auf unterrichtliche Lehrverfahren richtet, sondern auf die Förderung unterrichtlicher Lernprozesse in einem handlungsorientierten Unterricht. In diesem Kontext führte er den Begriff der Lernorientierung in die Fremdsprachendidaktik ein.
Timms Forschungsschwerpunkte lagen in den Bereichen Grammatikunterricht, Ganzheitlichkeit, Handlungsorientierung, Interlanguage sowie Umgang mit Schülerfehlern.
Seine Bücher zu einem ganzheitlichen und handlungsorientierten Fremdsprachenunterricht sind Standardliteratur in der Aus- und Fortbildung von Fremdsprachenlehrern.

## Schriften
- Strukturalistische und transformationelle Syntax: Möglichkeiten und Probleme im Englischunterricht. Zeitnahe Schularbeit, 25, Heft 6/7 (Monographie), Neckar-Verlag, Villingen 1972.
- Integrierte Gesamtschule Mannheim-Herzogenried: Methodenkonzept und Curriculumentwurf Englisch für die Orientierungsstufe (Hauptgutachten). In: Schuldezernat der Stadt Mannheim (Hg.): Schule – aber wie? Bd. 3a: Gutachten zu Sachbereichen und Curriculumentwürfe zu Fachbereichen der Orientierungsstufe (S. 323–446). Mannheim 1974.
- Pragmatisch-kommunikative Grammatik im Englischunterricht. Theorie und Praxis der Unterrichtsplanung. Hueber, München 1979. ISBN 3-19-026732-4
- mit Gerhard Bach (Hg.): Fremdsprachenunterricht im Wandel. Pädagogische Hochschule – Institut für Weiterbildung, Heidelberg 1989. ISBN 3-9801530-2-9
- mit Gerhard Bach (Hg.): Englischunterricht. Grundlagen und Methoden einer handlungsorientierten Unterrichtspraxis (1. Aufl. 1989).  A. Francke / UTB, Tübingen und Basel, 4., vollst. überarb. und erweit. Auflage 2009, 5., aktualisierte Auflage 2013. ISBN 978-3-8252-4037-0.
- mit Helmut Johannes Vollmer (Hg.): Kontroversen in der Fremdsprachenforschung. Kongressdokumentation des 14. Kongresses für Fremdsprachendidaktik, Essen 1991. Brockmeyer, Bochum 1993. ISBN 3-8196-0148-1
- (Hg.): Ganzheitlicher Fremdsprachenunterricht. Deutscher Studien Verlag, Weinheim 1995. ISBN 3-89271-535-1
- (Hg.): Workshop: Grammar [Themenheft]. Der Fremdsprachliche Unterricht – Englisch, 29, Heft 3, Seelze 1995. ISSN 0945-1250
- (Hg.): Englisch lernen und lehren. Didaktik des Englischunterrichts. Cornelsen, Berlin 1998 (8. Druck 2011). ISBN 978-3-464-00619-1. Ausgabe in Blindenschrift: München: BIT, München 2000. ZKPSID 2-110704-40-3
- (Hg.): Fremdsprachenlernen und Fremdsprachenforschung: Kompetenzen, Standards, Lernformen, Evaluation. Festschrift für Helmut Johannes Vollmer. Narr, Tübingen 2006. ISBN 3-8233-6235-6

sowie ca. 60 Aufsätze in Sammelwerken und wissenschaftlichen Zeitschriften.
- Einen frühen literaturwissenschaftlichen (romanistischen) Aufsatz veröffentlichte Timm 1971 unter seinem Alternativnamen Hannespeter Timm.[7]